# In the Wake of Poseidon
In the Wake of Poseidon, en español: Tras la estela de Poseidón, es el segundo álbum de la banda de rock progresivo King Crimson, lanzado el 15 de mayo de 1970 por Island, siendo una secuela a su antecesor In the Court of the Crimson King de 1969.
Al igual que su antecesor, se inspira mucho en la música clásica y el jazz, aunque también es notable el creciente uso de elementos como el rock progresivo, el art rock, las baladas, etc., todo esto dando lugar a una de las mejores continuaciones de todos los tiempos.

## Composición
Con este segundo trabajo, King Crimson repiten prácticamente la fórmula de su primer álbum, "In the Court of the Crimson King", con resultados diversos. La formación, con respecto al disco predecesor, ya muestra cambios, algo usual en la carrera de la banda, ya que sólo Robert Fripp ha permanecido siempre en la misma. Greg Lake, que anteriormente tocaba el bajo (en el disco anterior) y cantaba, deja su puesto vacante para formar parte de los flamantes Emerson, Lake & Palmer, aun así canta en cinco temas, salvo en Cascade to Cascade, donde Gordon Haskell realizó su primer tema vocal con el grupo, Ian McDonald, quien tocaba el saxo, flauta y mellotrón, deja el grupo por diferencias creativas, siendo sustituido por Mel Collins, un saxo con un estilo casi similar al de McDonald, aun así, McDonald dejó algunas composiciones que hizo con el grupo antes de su partida, que acabaron utilizándose en este disco, demostrando que su legado en el grupo continuaba.
The Devil's Triangle podría versión o adaptación de una pieza ajena, pero con una buena estructura y ritmo, muy influenciada por el sonido del álbum anterior.
Pictures of a City era una canción que fue tocada durante la gira de su álbum antecesor In the Court of the Crimson King, antes se llamaba A Man, A City (esta está incluida en la versión de Spotify del primer álbum como un bonus track).

## Lista de canciones
- Todos los temas de Robert Fripp & Peter Sinfield, salvo los indicados.

Lado A
1. "Peace[1] – A Beginning" 0:49
2. "Pictures of a City (Incluyendo 42nd at Treadmill)" 8:03
3. "Cadence and Cascade" 4:27
4. "In the Wake of Poseidon" (incluyendo
  1. Libra's Theme) 7:53

Lado B
1. "Peace[1] – A Theme" (Fripp) 1:15
2. "Cat Food" (Fripp/Sinfield/McDonald) – 4:54
3. "The Devil's Triangle" (Fripp/McDonald) – 11:39, incluye:
  1. "Merday Morn"
  2. "Hand of Sceiron"
  3. "Garden of Wurm"
4. "Peace[1] – An End" 1:53

Canciones extra en la edición del 30º aniversario
1. "Cat Food (Single)"
2. "Groon (Cara B)"

## Personal
- Robert Fripp: guitarras, mellotron, pianet Hohner
- Greg Lake: voz (excepto en "Cadence and Cascade")
- Peter Sinfield: letras

### Músicos adicionales
- Mel Collins: saxofón barítono y alto, flauta
- Michael Giles: batería
- Peter Giles: bajo
- Gordon Haskell: voz en "Cadence and Cascade"
- Keith Tippett: piano
- Ian McDonald: composición de algunos temas.